# Psychotria fraseri
Psychotria fraseri är en måreväxtart som beskrevs av Henry Nicholas Ridley. Psychotria fraseri ingår i släktet Psychotria och familjen måreväxter. Inga underarter finns listade i Catalogue of Life.